# Jüdischer Friedhof (Sinzenich)

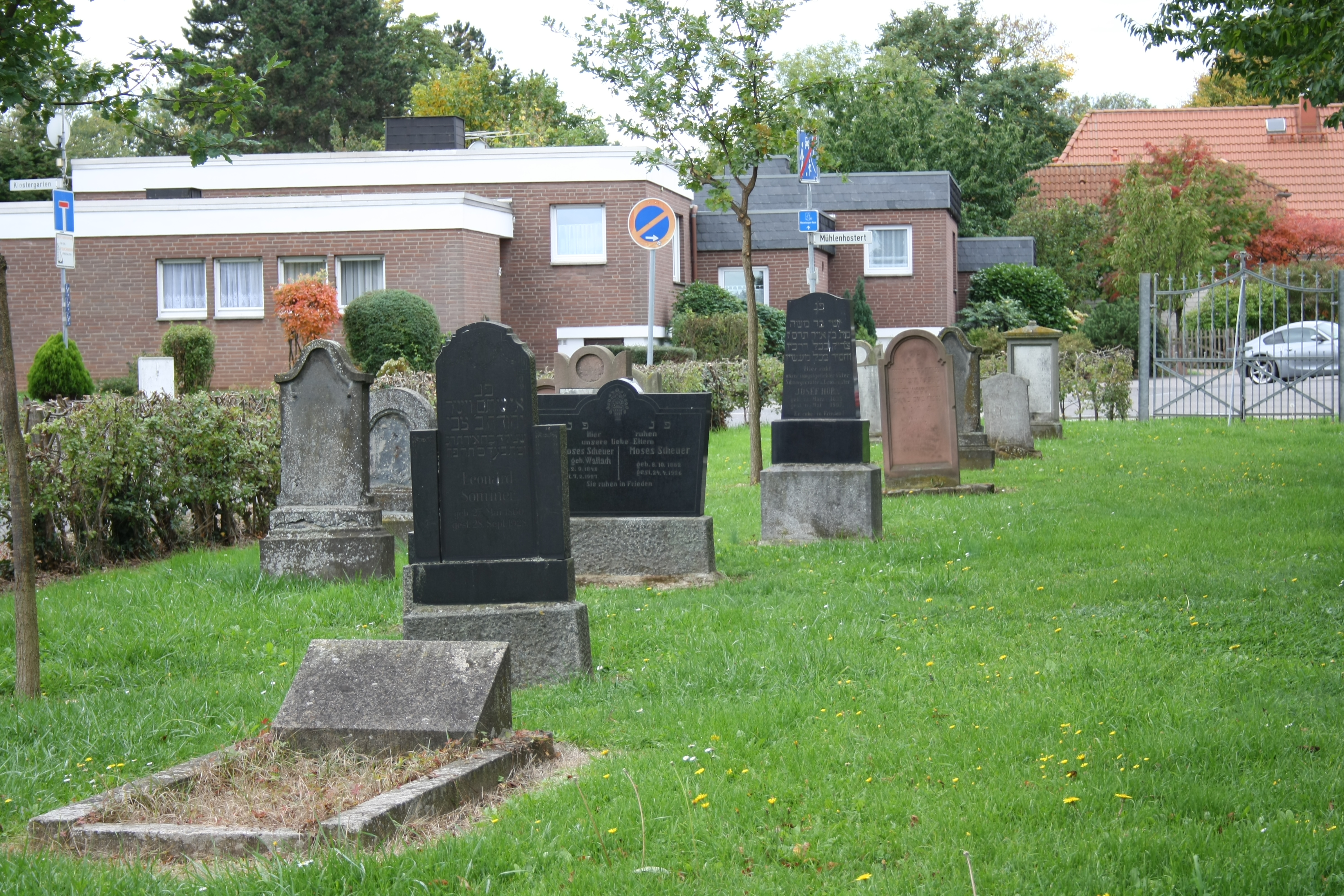
Jüdischer Friedhof in Sinzenich

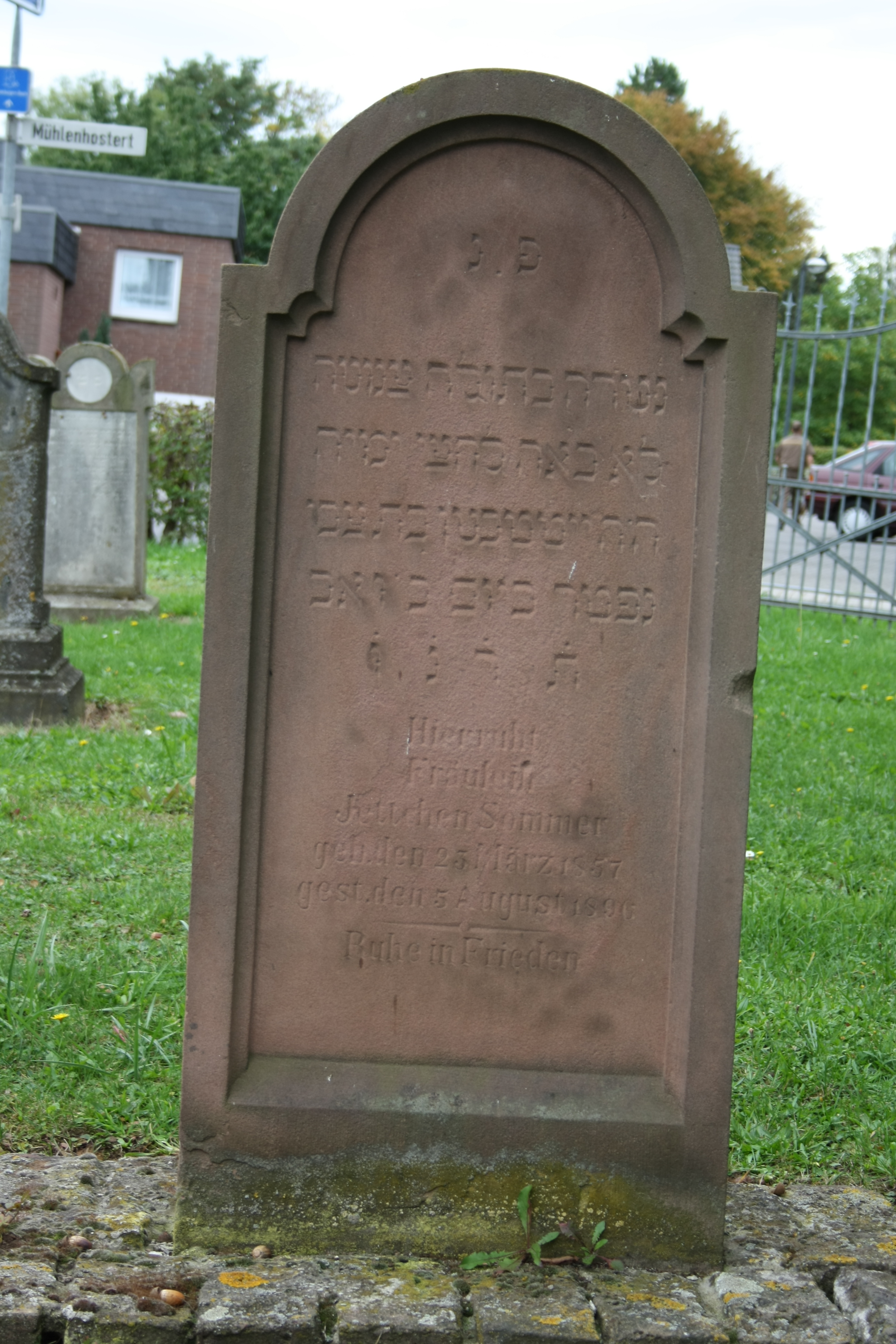
Grabstein für Jullchen Sommer (1857–1896)

Der Jüdische Friedhof Sinzenich ist ein jüdischer Friedhof in Sinzenich, einem Stadtteil von Zülpich im Kreis Euskirchen in Nordrhein-Westfalen. Der Friedhof liegt in der Gartenstraße, mitten in einem Neubaugebiet.
Der Friedhof der jüdischen Gemeinde von Sinzenich wurde um 1880 angelegt und bis 1938 belegt. Der Begräbnisplatz ist allgemein zugänglich, auf ihm sind noch 16 Grabsteine vorhanden.

## Schändungen
Der Friedhof wurde in der Zeit des Nationalsozialismus verwüstet und nach 1945 wiederhergestellt.